# أم رتيبة (فلم)
أم رتيبة هو فيلم مصري تم إنتاجه عام 1959، من إخراج السيد بدير و بطولة فؤاد شفيق وماري منيب وعمر الحريري.

## قصة الفيلم
تدور أحداث الفيلم حول الست أم رتيبة (ماري منيب) التي تعاني هي وشقيقها الأصغر من طغيان وقهر وتسلط شقيقهما الأكبر عبد الصبور المهووس بأعمال السحر والدجل والشعوذة، فهي تعاني من رفضه التام لفكرة زواجها من جارها الذي تحبه، ويحاول قبل وفاته أن يبث في رأسيهما فكرة عودته عقب مماته إلى الحياة مرة أخرى حتى يتأكد من تنفيذهما أوامره.

## تمثيل
- فؤاد شفيق
- ماري منيب
- عمر الحريري
- آمال فريد
- حسن فايق
- وداد حمدي
- ثريا فخري
- عبد المنعم إبراهيم
- شفيق نور الدين
- سهير زكي

### ضيوف الشرف
- محمود شكوكو
- عماد حمدي
- أحمد مظهر
- فريد شوقي
- حسين رياض
- نجوى فؤاد

## روابط خارجية
- مقالات تستعمل روابط فنية بلا صلة مع ويكي بيانات